# 偶像荣耀
《偶像榮耀》（IDOLY PRIDE）是由CyberAgent、Music Ray'n和Straight Edge三家公司合作籌劃，以日本偶像為主題的跨媒體企劃。改編電視動畫於2021年1月起播映。

## 登場人物

### 星見製作
長瀨琴乃（聲：橘美來）
年齡：17歲/生日：12月25日/身高：162cm/體重：43kg/三圍：B79 / W55 / H80 /母校：私立星見高中
長瀨麻奈的妹妹，因為憧憬姐姐而立志成為偶像，同樣以登上維納斯大賽的第一而努力。
對自己和他人都很嚴格。不太善於社交，因此除伊吹渚外沒有很多朋友。
幼年時因為姐姐忙於事業而很少陪伴自己，對姐姐成為偶像一事有所抵觸。
後來麻奈在第14屆維納斯大賽的前一天希望自己出席來聽她的歌曲，據本人所說這視為琴乃而唱的。(即插入曲《Song for you》）
但琴乃因為此前的事與姐姐吵了一架，因此也沒有在大賽當天出席，隨之等到的卻是姐姐意外身亡的噩耗……
川咲樱（聲：菅野真衣）
年齡：17歲/生日：4月3日/身高：156cm/體重：44kg/三圍：B82 / W57 / H81 /母校：公立光崎高中
樂觀活潑的新人偶像，具有單純，吸引人的魅力。將能夠感受到內心的微妙之處。珍惜休閒時光。
做事以「能讓自己感受到心跳」的原則行動。
在琴乃面試當天偶然撞見，隨後便不知不覺來到了星見演藝事務參加面試，因為聲音很像麻奈而被錄用
據本人所述以前的身體狀況並不好，並不能很好的唱歌，後來不知怎麽自己就可以唱出歌來了。對自己的聲音與麻奈相似這一事沒有
自知。
一之瀨（聲：結城萌子）
年齡：18歲/生日：3月8日/身高：160cm/體重：46kg/三圍：B83 / W56 / H85 /母校：私立麗葉女中高中部
伊吹渚（聲：夏目心愛）
年齡：17歲/生日：8月3日/身高：154cm/體重：46kg/三圍：B83 / W59 / H85 /母校：私立星見高中
長瀨琴乃的好友，也是同班同學，在長瀨琴乃報名事務所時也偷偷報名。
用歡快的笑容包圍周圍的環境。受到琴乃誠實面貌的吸引，兩人成為了最好的朋友。因為想支持琴乃，所以決定成為偶像。
佐伯遙子（聲：佐佐木奈緒）
年齡：20歲/生日：1月3日/身高：163cm/體重：48kg/三圍：B90 / W62 / H87 /母校：私立星見高中 /現就讀：私立青洋大學
白石沙季（聲：宮澤小春）
年齡：18歲/生日：9月26日/身高：160cm/體重：45kg/三圍：B84 / W58 / H80 /母校：公立光崎高中
學校學生會長，白石千紗的姐姐
白石千紗（聲：高尾奏音）
年齡：17歲/生日：11月22日/身高：147cm/體重：39kg/三圍：B76 / W58 / H78 /母校：公立光崎高中
成宮鈴（聲：相川奏多）
年齡：15歲/生日：9月13日/身高：142cm/體重：35kg/三圍：B71 / W53 / H73 /母校：私立麗葉女中國中部
早坂芽衣（聲：日向萌歌）
年齡：16歲/生日：7月7日/身高：157cm/體重：48kg/三圍：B86 / W58 / H84 /母校：私立星見高中
一個無法預測且天真的女孩。她按照自己的直覺生活，儘管他毫不猶豫地對待每個人，但他也善良地體貼他人。
活潑開朗甚至有點脫線的性格，不知爲何能看到麻奈的靈魂。
兵藤雫（聲：首藤志奈）
年齡：16歲/生日：10月15日/身高：150cm/體重：40kg/三圍：B77 / W57 / H79 /母校：公立光崎高中

#### 個人偶像
長瀨麻奈（聲：神田沙也加）
年齡：19歲/生日：10月9日/身高：158cm /體重：44kg /三圍：B82 / W55 / H80 /母校：私立星見高中
星見製作的獨立偶像。
在以偶像團體為主流的偶像世界中，“星空奇蹟”在首次亮相後便廣受歡迎。對歌迷擁有強烈同情心。具有出色的演唱和表演能力。
憑藉著自身的實力一路出道有望成為頂級新星的偶像，在大約三年前第14屆的維納斯大賽時挺入決賽，卻在乘坐計程車前往大賽現場時死於交通事故，此次事故新聞也成為當年的熱門話題。事故發生後，變成幽靈，目前只有牧野和芽衣能看見她。

### VAN事务所

#### LizNoir
神崎莉央（聲：戶松遙）
井川葵（聲：高垣彩陽）
小美山愛（聲：壽美菜子）
赤崎心（聲：豐崎愛生）

#### TRINITYAiLE
天動瑠依（聲：雨宮天）
年齡：17歲/生日：11月11日/身高：165cm/體重：46kg/三圍：B84 / W56 / H84 /母校：私立月出高等學校
TRINITYAiLE的隊長，天才的偶像，擅長舞蹈，唱歌和表演。但是，現實是在不懈努力下獲得的一定能力。
被某個人認可後，即使在艱難的道路上也從未停止行走。動畫第10話曾提及其父親為VAN事務所所屬的社長朝倉恭一。
鈴村優（聲：麻倉桃）
年齡：16歲/生日：2月27日/身高：155cm/體重：46kg/三圍：B88 / W59 / H86 /母校：私立月出高等學校
來自京都，TRINITYAiLE的成員，父親是一家大公司的總裁，母親是著名的女演員。對琉依很著迷，總是把她放在第一位並表現出來。
奧山堇（聲：夏川椎菜）
年齡：15歲/生日：5月5日/身高：147cm/體重：37kg/三圍：B73 / W54 / H75 /母校：公立 紅花中學校
據說為前天才兒童演員，非常堅強，以至於無法將他視為初中生。平常時，她表現出初中的感覺，如果放輕鬆時，方言可能會出現。

### 其他
牧野航平（聲：石谷春貴）
麻奈的高中同班同學，曾經擔任過麻奈的製作人。對麻奈有好感，但是直到麻奈因為意外去世前都沒有告白。
三枝信司（聲：小山力也）
星見製作所屬的社長，曾經擔任過LizNoir的製作人。
朝倉恭一（聲：速水獎）
VAN事務所所屬的社長。

## 電視動畫

### 製作人員
- 原作：Project Idoly Pride
- 原案：水澄佳希（QualiArts）、安達薫（Straight Edge）、花田十輝（SATZ）
- 導演：木野目優
- 系列構成：高橋龍也
- 角色設計原案：QP:flapper
- 角色設計：木野下澄江
- 美術設定：伊良波理沙
- 美術監督：大西達朗
- 美術背景制作：草薙
- 色彩設計：加口大朗
- CG導演：内山正文
- CG製作：Larx Entertainment
- 撮影導演：芹澤直樹
- 剪輯：宮崎直樹
- 音響導演：飯田里樹
- 音響製作：HALF H・P STUDIO
- 音樂：岸田勇氣、坂和也、利根川貴之、奈良悠樹
- 動畫制作總監：比嘉勇二
- 動畫製片人：秋田信人、村松裕基
- 動畫監製、製片：CA Animation
- 動畫製作：Lerche
- 製作：星見製作

### 主題曲
片頭曲「IDOLY PRIDE」
作詞、作曲、編曲：清龍人，主唱：星見Production
片尾曲
「The Sun, Moon and Stars」（第1話、第2話、第5話）
作詞：利根川貴之，作曲、編曲：沖井礼二，主唱：星見Production
「The Last Chance（莉央&葵ver.）」（第3話）
作詞、作曲、編曲：Q-MHz，主唱：LizNoir（神崎莉央（戶松遙）、井川葵（高垣彩陽））
「réaliser」（第4話）
作詞、作曲、編曲：kz，主唱：TRINITYAiLE（天動瑠依（雨宮天）、鈴村優（麻倉桃）、奧山堇（夏川椎菜））
「Song for you(サニーピースver.)」（第9話）
作詞：PA-NON，作曲、編曲：さかいゆう，主唱：（川咲樱（菅野真衣）、一之瀬怜（結城萌子）、佐伯遙子（佐佐木奈緒）、白石千紗（高尾奏音）、兵藤雫（首藤志奈））
插入曲
「First Step」（第1話、第2話、第4話）
作詞：PA-NON，作曲、編曲：田中秀和，主唱：長瀨麻奈（神田沙也加）〔第1話、第4話〕／長瀨琴乃（橘美來）、川咲櫻（菅野真衣）〔第2話〕
「Shock out, Dance!!（莉央&葵ver.）」（第3話）
作詞、作曲、編曲：Q-MHz，主唱：LizNoir（神崎莉央（戶松遙）、井川葵（高垣彩陽））
（第3話－第5話）
作詞：利根川貴之，作曲：利根川貴之、坂和也，編曲：坂和也 & Wicky.Recordings
「Aile to Yell」（第4話）
作詞、作曲、編曲：kz，主唱：TRINITYAiLE（天動瑠依（雨宮天）、鈴村優（麻倉桃）、奧山堇（夏川椎菜））
「月下儚美」（第6話、第12話）
作詞：利根川貴之，作曲：利根川貴之、坂和也，編曲：坂和也 & Wicky.Recordings，主唱：（長瀬琴乃（橘美來）、伊吹渚（夏目心愛）、白石沙季（宮沢小春）、成宮鈴（相川奏多）、早坂芽衣（日向萌歌））
「SUNNY PEACE HARMONY」（第6話、第12話）
作詞：acane_madder、北川勝利，作曲、編曲：北川勝利，主唱：（川咲樱（菅野真衣）、一之瀬怜（結城萌子）、佐伯遙子（佐佐木奈緒）、白石千紗（高尾奏音）、兵藤雫（首藤志奈））
「Les plumes」（第10話）
作詞、作曲、編曲：kz，主唱：TRINITYAiLE（天動瑠依（雨宮天）、鈴村優（麻倉桃）、奧山堇（夏川椎菜））
「Song for you(琴乃ver.)」（第12話）
作詞：PA-NON，作曲、編曲：さかいゆう，主唱：長瀨琴乃（橘美來）
「サヨナラから始まる物語」（第12話）
作詞、作曲：大石昌良，編曲：大石昌良&岸田勇気，主唱：星見Production

### 各話列表
| 話數   | 日文標題      | 中文標題               | 劇本     | 分鏡                       | 演出                       | 作畫監督 | 總作畫監督        |
| ------ | ------------- | ---------------------- | -------- | -------------------------- | -------------------------- | --- | ----------------- |
| 第1話  |               | 從這一步開始           | 高橋龍也 | 木野目優                   | 木野目優                   | 前田義宏、小野木三齋 柳瀨讓二、鎌田祐輔 廣瀨智仁                                                                        | 木野下澄江        |
| 第2話  |               | 站在這裏的理由         | 高橋龍也 | 鈴木行                     | 谷口工作                   | 樋口博美、永田陽菜 三橋櫻子、 小沼克介、梁炳吉                                                                          | 河野望 木野下澄江 |
| 第3話  |               | 任誰都在尋找答案       | 中西泰博 | 福井洋平                   | 福井洋平                   | 網崎涼子、渡邊真由美 永田陽菜、柳濑讓二 小野木三齊、前田義宏                                                            | 木野下澄江        |
| 第4話  |               | 繼續增大體量           | 高橋龍也 | 濱田將太                   | 濱田將太                   | 樋口博美、永田陽菜 柳瀬譲二、三橋櫻子 河野望                                                                            | 河野望            |
| 第5話  |               | 不同的光芒 相同的感情  | 中西泰博 | 齋藤瑞華                   | 仁昌寺義人                 | 網崎涼子、小野木三齊 河野望、佐藤綾子 木村拓馬、渡部桂太 渡邊真由美                                                     | 木野下澄江        |
| 第6話  |               | 獻上一場無可代替的演出 | 中西泰博 | 野亦則行 木野目優（Live）  | 野亦則行 木野目優（Live）  | 永田陽菜、吉田みずき 古沼克介、前田義宏 樋口博美、櫻井拓郎 河野望、網嵜涼子                                             | 河野望 木野下澄江 |
| 第7話  | Shining Smile | 笑容閃耀               | 高橋龍也 | 福岡大生                   | 鎌田祐輔                   | 市川美帆、渡邊真由美 小野木三齋、佐藤綾子 渡部桂太、鎌田祐輔                                                            | 木野下澄江        |
| 第8話  |               | 做你自己               | 中西泰博 | 鈴木行                     | 西畑佑紀                   | 小沼克介、樋口博美 永田陽菜、櫻井拓郎 前田義宏、河野望                                                                  | 河野望            |
| 第9話  |               | 擁抱收穫的勇氣         | 高橋龍也 | 齋藤瑞華                   | 福井洋平                   | 樋上彩、小野木三齊 市川美帆、渡邊真由美 鎌田祐輔、佐藤綾子                                                              | 木野下澄江        |
| 第10話 |               | 僅靠自己無法到達的地方 | 中西泰博 | 谷口工作、木野目優（LIVE） | 谷口工作、木野目優（LIVE） | 網嵜涼子、永田陽菜 鎌田祐輔、 佐藤綾子、市川美帆 小沼克介、小野木三齊 渡部桂太、渡邊真由美 樋口博美、鈴木春香           | 河野望            |
| 第11話 |               | 燃燒生命之音           | 髙橋龍也 | 濱田將太、木野目優（LIVE） | 濱田將太、木野目優（LIVE） | 網嵜涼子、永田陽菜 鎌田祐輔、吉田みずき 佐藤綾子、市川美帆 小沼克介、小野木三齊 渡部桂太、渡邊真由美 樋口博美、鈴木春香 | 木野下澄江 河野望 |
| 第12話 |               | 始於道別的故事         | 髙橋龍也 | 齋藤瑞華 木野目優          | 木野目優                   | 小沼克介、小野木三齊 樋上彩、樋口博美 永田陽菜、渡邊真由美 鎌田祐輔、網嵜涼子                                           | 木野下澄江 河野望 |

### 藍光&DVD
| 巻數 | 發售日期      | 収錄話數       | 規格編號   | 規格編號   |
| 巻數 | 發售日期      | 収錄話數       | 藍光       | DVD        |
| ---- | ------------- | -------------- | ---------- | ---------- |
| 1    | 2021年4月30日 | 第1話 - 第4話  | CAXA-00006 | CABA-00006 |
| 2    | 2021年5月28日 | 第5話 - 第8話  | CAXA-00007 | CABA-00007 |
| 3    | 2021年6月25日 | 第9話 - 第12話 | CAXA-00008 | CABA-00008 |

### 组合成员
1. 1 2 3  長瀨琴乃（橘美來）、川咲櫻（菅野真衣）、一之瀨（結城萌子）、伊吹渚（夏目ここな）、佐伯遙子（佐佐木奈緒）、白石沙季（宮澤小春）、白石千紗（高尾奏音）、成宮鈴（相川奏多）、早坂芽衣（日向もか）、兵藤雫（首藤志奈）

## 外部連結
- 官方網站（日語）
- 電視動畫官方網站（日語）
- 官方YouTube頻道（日語）